# Аликберов, Гаджи Апаевич
Гаджи Апаевич Аликберов (1910—1974) — советский партийный деятель и учёный, доктор исторических наук (1963), профессор (1964).

## Биография
Родился 1 марта 1910 года в лезгинском ауле Кирка Кюринского округа Дагестанской области, ныне Магармкентского района Республики Дагестан, в бедной крестьянской семье.
После окончания сельской школы поступил в открывшийся в 1925 году Махачкалинский индустриально-экономический техникум. Но после окончания техникума Гаджи Аликберова увлекла профессия журналиста, и он стал в 1930 году литературным сотрудником, заведующим отделом газеты «Новый мир». Для продолжения образования в 1932 году поступил во Всесоюзный Коммунистический институт журналистики имени «Правды» при ЦИК СССР, по окончании которого в 1934 году был назначен редактором межрайонной газеты «Знамя колхоза».
Став членом ВКП(б)/КПСС, в феврале 1937 года был избран секретарем Касумкентского (ныне Сулейман-Стальского) райкома партии. В этом же году был переведен на должность заведующего отделом печати и издательств Дагестанского обкома партии, а затем — заведующего организационно-инструкторским отделом. В марте 1941 года Гаджи Апаевич Аликберов избран секретарём областного комитета ВКП(б) по пропаганде и агитации. В годы Великой Отечественной войны занимался агитационно-пропагандистской и культурно-просветительской работой. После войны, с 1946 по 1949 год Г. А. Аликберов — аспирант Академии общественных наук при ЦК КПСС. Защитив кандидатскую диссертацию, вернулся в Дагестан и снова был назначен секретарем обкома партии по пропаганде и агитации — занимался идеологической и культурно-просветительской деятельностью в республике.
В 1954 году решением бюро Дагестанского обкома партии Гаджи Апаевича утвердили главным редактором объединённой республиканской газеты «Дагестанская правда», которая выходила на пяти языках: русском, аварском, даргинском, лезгинском и кумыкском. В марте 1957 года Аликберов перешёл на научно-исследовательскую работу, став заведующим сектором истории Института истории, языка и литературы им. Г. Цадасы Дагестанского филиала Академии наук СССР. Когда в 1961 году сектор был разделен на два самостоятельных подразделения: истории досоветского периода и истории советского периода, Гаджи Апаевич возглавил второй сектор, где проявил себя как хорошо подготовленный научный сотрудник и исследователь, написал ряд работ, включая коллективную монографию «Борьба за победу и упрочение Советской власти в Дагестане», изданную под его редакцией. Результатом многолетней кропотливой научно-исследовательской работы стала его докторская диссертация на тему: «Борьба за установление и упрочение Советской власти в Дагестане», защищённая в Азербайджанском государственном университете в мае 1963 года Через год ему было присвоено звание профессора..
С сентября 1965 года Г. А. Аликберов находился на преподавательской работе — был избран по конкурсу заведующим кафедрой истории КПСС Дагестанского педагогического института (ныне Дагестанский государственный педагогический университет), которой руководил до конца жизни.
Умер 13 мая 1974 года в Махачкале. Был похоронен в городском парке Ленинского комсомола.

## Заслуги
- Был награждён двумя орденами Трудового Красного знамени, орденом «Знак Почета» и многими медалями.
- Удостоен почетных званий Заслуженного деятеля науки РСФСР (1971) и Дагестанской АССР.